# 羅克克里克十二號縣區 (伊利諾伊州默納德縣)
羅克克里克十二號鎮區（英語：Rock Creek No.12 Precinct）是位於美國伊利諾伊州默納德縣的一個縣區。

## 地方資料
根據2010年美國人口普查的數據，羅克克里克十二號鎮區的面積為61.12平方千米，當中陸地面積為61.08平方千米，而水域面積為0.04平方千米。當地共有人口796人，而人口密度為每平方千米13.02人。